# Hasan Brkić
Hasan Brkić - Aco, bosanskohercegovski pravnik, komunist, prvoborec, partizan, politik in narodni heroj, * 16. julij 1913, Livno, † 14. julij 1965, Sarajevo.
Študiral je pravo v Beogradu, kjer je bil aktiven v študentskem gibanju. Član KPJ je postal 1937, 1940 je postal sekretar OK KPJ za Sarajevo, 1941 je bil med organizatorji vstaje v Bosni ter komandant štaba partizanskih odredov za sarajevsko oblast, politični komisar več partizanskih enot, mdr. 27. divizije, sekratar OK KPJ za vzhodno Bosno. Od novembra 1943 do osvoboditve je bil sekretar ZAVNOBiH. Po 2. svetovni vojni je bil mdr. minister v Vladi LR BiH (mdr. predsednik planske komisije) in zvezni vladi (za gospodarstvo oz. industrijo), vmes državni podekretar za zunanje zadeve. Bil je član republiškega CK (in njenega politbiroja oz. IK) ter CK ZKJ, nazadnje od 1963 predsednik vlade (IS S) SR BiH.  
Za narodnega heroja je bil proglašen leta 1953. 